# ايساو هونما
ايساو هونما (باليابانية: 本間 勲) (19 أبريل 1981 في نيغاتا في اليابان – )؛ هو لاعب كرة قدم ياباني سابق كان يلعب كلاعب وسط.

## وصلات خارجية
- ايساو هونما على موقع رابطة كرة القدم اليابانية للمحترفين (اليابانية)
- ايساو هونما على موقع قاعدة بيانات كرة القدم.إي يو (الإنجليزية)
- ايساو هونما على موقع Soccerway.com (الإنجليزية)
- ايساو هونما على موقع عالم كرة القدم.نت (الإنجليزية)
- ايساو هونما على موقع كووورة